# Bernhard Maier
Bernhard Maier (* 10. Fevereiro de 1963 em Oberkirch (Baden) ) é um estudioso religioso alemão que pesquisa e publica, em particular, sobre a cultura, religião e idioma dos celtas. 

## Vida
Bernhard Maier estudou Religião Comparada, Linguística Comparada, Filologia Celta e Estudos Semíticos na Universidade de Friburgo, Aberystwyth University, Universidade de Bonn e Universidade de Londres. Em 1998, ele se habilitou no Rheinische Friedrich-Wilhelms-Universität Bonn sobre o assunto da Religião dos Celtas: deuses, mitos, visão de mundo. De 1999 a 2004, ele foi um membro da Heisenberg da German Research Foundation. 
De 2004 a 2006, Maier foi leitor e professor de celta na Universidade de Aberdeen e, desde 2006, é professor de estudos religiosos gerais e história da religião européia na Universidade de Tübingen. Bernhard Maier é casado e tem quatro filhos.